# IJTT
 株式会社IJTT（アイジェイティティ、英:  IJTT Co., Ltd. ）は、いすゞ自動車系列の自動車部品メーカー。

## 概要
経営統合した三社はともにいすゞ自動車系列の部品メーカーであり、自動車部品工業は主に機械加工品及び部品の組立を、アイメタルテクノロジーは鋳造品を、TDFは鍛造品を、それぞれトラックメーカーや建設機械メーカーに供給してきた。
今後国内市場の大幅な伸びが見込めない一方、顧客の海外展開への迅速な対応、韓国・中国等のメーカーとの競争激化などの経営環境のもと、三社の経営資源と技術力を集中し相互補完すべく、持株会社体制での経営統合を決定。2013年10月に共同株式移転により IJTテクノロジーホールディングス株式会社を設立した。
2019年4月1日にIJTテクノロジーホールディングスが完全子会社の自動車部品工業、アイメタルテクノロジー、TDFの三社を吸収合併し、社名を株式会社IJTTへ変更するとともに事業会社へ移行した。
2023年11月から2024年1月にかけてスパークス・グループ傘下ファンドの子会社であるARTS-1株式会社が株式公開買付けを実施。2024年3月25日に上場廃止となり、同年3月27日付で株式併合が行われた。端株処理及び自己株式取得により、同年4月26日付でARTS-1株式会社の完全子会社となった。いすゞ自動車はARTS-1株式会社に出資する予定。

## 沿革
- 2013年（平成25年）10月1日 - 自動車部品工業株式会社・株式会社アイメタルテクノロジー・テーデーエフ株式会社の三社が共同株式移転を行い、持株会社・IJTテクノロジーホールディングス株式会社を設立。三社に代わり東京証券取引所第二部に上場[4]。
- 2015年（平成27年）
  - 5月 - PT.TJForge Indonesiaの増資により同社が当社連結子会社から持分法適用関連会社となる。
  - 6月 - アイメタルテクノロジーが株式会社いすゞテクノサンドを吸収合併。
- 2016年（平成28年）12月 - アイメタルテクノロジーが、株式会社三栄製作所を吸収合併。
- 2018年（平成30年）8月 - アイメタルテクノロジーが東北三和金属株式会社を吸収合併。
- 2019年（平成31年）4月1日 - 自動車部品工業・アイメタルテクノロジー・テーデーエフの三社を吸収合併し、事業会社へ移行すると共に株式会社IJTTに商号変更[3]。また、本社機能を強化させるため本社を神奈川県横浜市へ移転した[5]。
- 2024年（令和6年）
  - 1月23日 - スパークス・グループ傘下ファンドの子会社であるARTS-1株式会社が株式公開買付けにより25.61%の株式を取得[6][7]。
  - 3月25日 - 東京証券取引所スタンダード市場上場廃止[1]。
  - 3月27日 - 株式併合により、株主がいすゞ自動車のみとなる。
  - 4月26日 - いすゞ自動車保有株式に対する自己株式取得を実施。ARTS-1株式会社の完全子会社となる[8]。

## 主なグループ企業
- 株式会社IJTTサービス
- IJTT (Thailand) Co., Ltd.（タイ）
- ジドウシャブヒンインドネシア（インドネシア）
- PT.ASIAN ISUZU CASTING CENTER（インドネシア）
- トーカイ株式会社

## かつてのグループ会社
- 自動車部品工業
- アイメタルテクノロジー
- TDF
- 東北三和金属株式会社